# Roland Breitenbach

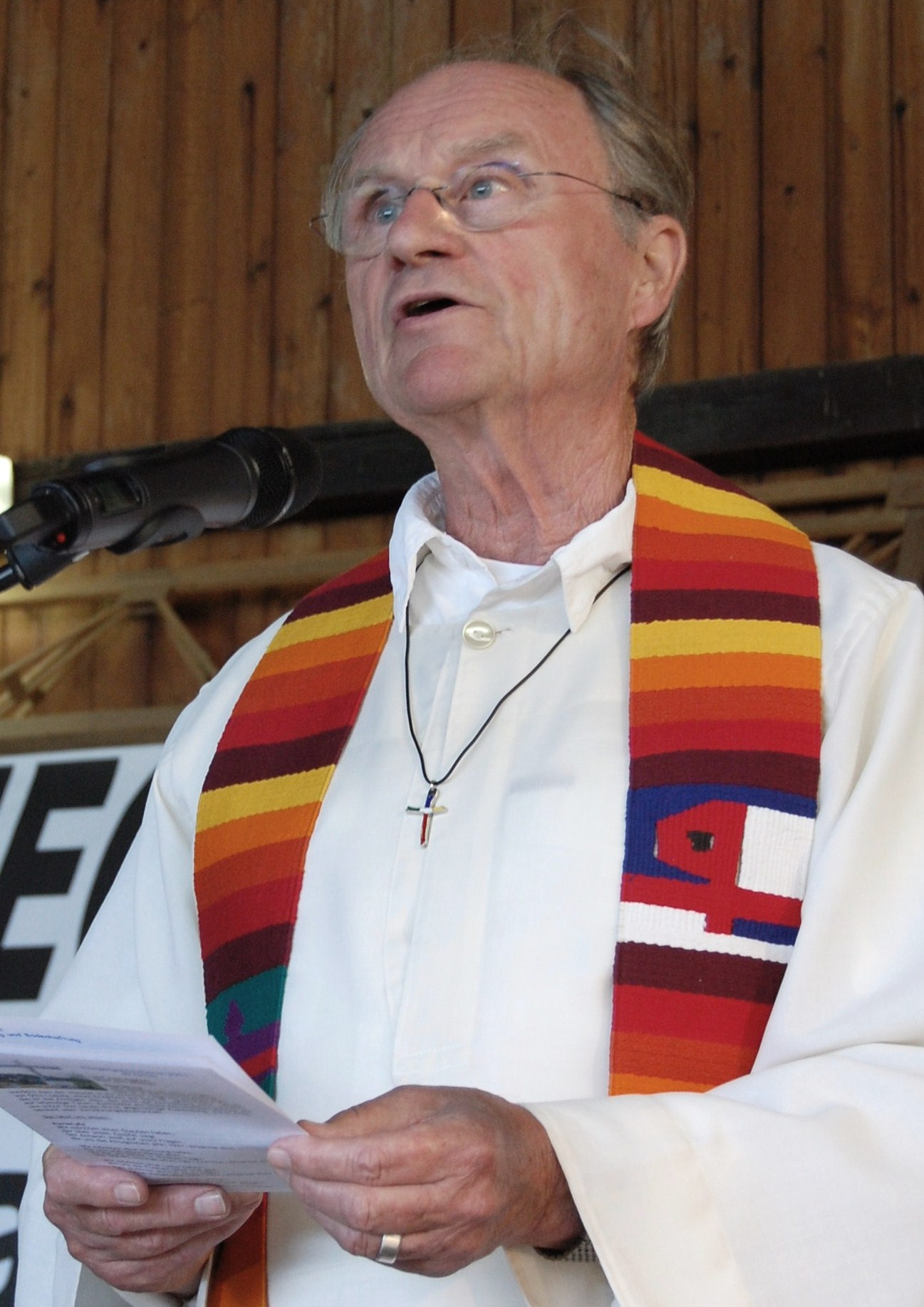
Roland Breitenbach (2011)

Roland Breitenbach (* 7. August 1935 in Chemnitz; † 15. Juli 2020 in Schweinfurt) war ein deutscher römisch-katholischer Priester und Schriftsteller.

## Leben
Roland Breitenbach wuchs in Aschaffenburg auf und schloss das Gymnasium 1957 mit dem Abitur ab. Obwohl sein eigentlicher Berufswunsch Journalist war, entschied er sich für ein Theologiestudium an der Julius-Maximilians-Universität Würzburg. Er trat ins Würzburger Priesterseminar ein, wo der ihm bekannte Josef Stangl Regens war. 1963 empfing er in Würzburg die Priesterweihe durch den neuen Bischof von Würzburg Josef Stangl. Die ersten sieben Monate als Kaplan verbrachte er in Retzstadt. Anschließend wurde er in der Pfarrei Herz Jesu in Bad Kissingen im Schulbereich, der Jugendarbeit und der Kurseelsorge eingesetzt, wo er den Kurgast und späteren Bischof von Limburg Franz Kamphaus kennenlernte. Ab 1968 war er für fünf Jahre Religionslehrer am Olympia-Morata-Gymnasium in Schweinfurt. In dieser Zeit war er kurzzeitig für die CSU Mitglied des Stadtrats von Schweinfurt.
1974 übernahm Breitenbach die Stelle als Pfarrer der Pfarrei St. Michael  in Schweinfurt, die er bis zu seiner Versetzung in den Ruhestand im Jahre 2010 innehatte. Zu seinen Motorradgottesdiensten kamen bis zu 6000 Besucher, zu den Jugendgottesdiensten bis zu 1500. Während seiner Amtszeit traute er 2000 Paare. Zudem initiierte er mehrere Sozial-Projekte. Mit Bischof Jacques Gaillot war er eng befreundet.
Breitenbach erhielt 1999 den Frankenwürfel. In der Laudatio hält Franz Vogt, Regierungspräsident von Unterfranken, fest: „Breitenbach kennt sich inzwischen in der Hackfleisch-Verordnung mindestens ebenso gut aus wie in der Heiligen Schrift, weil er ja auch IHK-geprüfter Gastwirt ist, Chef im Schweinfurter ‚Löwenzahn‘, Arbeitgeber für fast Chancenlose, und inzwischen ist die ‚Insel‘ in der Schweinfurter Markthalle dazugekommen.“
Die erste Buchveröffentlichung Breitenbachs war Zeit des Glücks, das er auf Bitten des Mainzer Verlegers Laubach schrieb. 1990 veröffentlichte er sein Buch Der kleine Bischof, das ursprünglich als Fortsetzungsroman im Gottesdienstblatt seiner Schweinfurter Pfarrei erschien und seither mehrfach in erweiterter Form neu aufgelegt wurde. Neben 50 Buchwerken verfasste er Artikel in unterfränkischen Zeitungen und eine regelmäßige Kolumne in einem Anzeigenblatt. Vor allem durch diese Veröffentlichungen wurde er innerhalb wie außerhalb seiner Kirche als Kirchenkritiker wahrgenommen.
Am 4. Oktober 2014 hatte er im Wernecker Ortsteil Schleerieth einen Fahrradunfall. Wegen schwerer, lebensgefährlicher Verletzungen wurde er mehrfach operiert und im künstlichen Koma gehalten. Erst nach einer längeren Genesungszeit konnte er seine seelsorgerischen und schriftstellerischen Tätigkeiten wieder aufnehmen.
Nach einem Sturz musste Roland Breitenbach mit einem Oberschenkelhalsbruch in ein Schweinfurter Krankenhaus eingeliefert werden. Dort starb er am 15. Juli 2020 im Alter von 84 Jahren.

## Schriften (Auswahl)
- Eine Zeit des Glücks. Matthias Grünewald, Mainz 1984, ISBN 3-7867-1090-2.
- Der kleine Bischof. Ein kirchlicher Zukunftsroman. Reimund Maier, Schweinfurt 17. Auflage 2003 (1990), ISBN 3-926300-47-7.
- Lautlos wandert der Schatten. Reimund Maier, Schweinfurt 1990, ISBN 3-926300-42-6.
- Seht, der Befreier kommt. Reimund Maier, Schweinfurt 1992, ISBN 3-926300-40-X.
- Eine kleine weiße Feder. Petrus II., der Papst, der das Getto sprengte. Reimund Maier, Schweinfurt 1993, ISBN 3-926300-13-2.
- Fußnoten zum Alltag. Reimund Maier, Schweinfurt 1997, ISBN 3-926300-25-6.
- Aus Träumen geboren. Das Leben eines ungewöhnlichen Menschen. Reimund Maier, Schweinfurt 1998, ISBN 3-926300-36-1.
- Passionsblumen. Reimund Maier, Schweinfurt, 2001, ISBN 3-926300-39-6.
- Sechs-Minuten-Predigten, Lesejahr B. Herder, Freiburg im Breisgau 2002, 3. Auflage 2003, ISBN 3-451-27782-4.
- Sechs-Minuten-Predigten, Lesejahr C. Herder, Freiburg im Breisgau 2003, ISBN 3-451-27783-2.
- Sechs-Minuten-Predigten, Lesejahr A. Herder, Freiburg im Breisgau 2004, ISBN 3-451-27781-6.
- Segen für dich. Bibelwerk Stuttgart 2005, ISBN 3-460-30238-0.
- Mir ist danach zumute, Gebet der Pflanzen. Reimund Maier, Schweinfurt 2007, ISBN 978-3-926300-61-4.
- Sechs-Minuten-Predigten von A bis Z: Mit Meditationen und Segensworten. Herder, Freiburg im Breisgau 2008, ISBN 978-3-451-32174-0.
- Jesus wäre heute ein Palästinenser. Reimund Maier, Schweinfurt 2008, ISBN 978-3-926300-56-0.
- Pilgern: Den eigenen Weg finden. Herder, Freiburg im Breisgau 2009, ISBN 978-3-451-06061-8.
- Ein Narr sagt: Ich bin so frei. Reimund Maier, Schweinfurt 2010, ISBN 978-3-926300-63-8.
- Die Freiheit wird euch wahr machen zu Bischof Jacques Gaillot. Hg.; in Zusammenarbeit mit Katharina Haller und Christian Modehn, Reimund Maier Verlag 2010, ISBN 978-3-926300-64-5.
- Das Geheimnis der Steine. Echter, Würzburg 2012, ISBN 978-3-429-03497-9.
- Mein Wort in Gottes Ohr. Bibelwerk Stuttgart 2012, ISBN 978-3-460-27168-5.
- Der Schlüssel zum Himmel. Benno, Leipzig 2012, ISBN 978-3-7462-3877-7.
- Die Liebe leben. Bibelwerk Stuttgart 2012, ISBN 978-3-460-08032-4.
- Achtsam leben, lieben, handeln. Echter, Würzburg 2012, ISBN 978-3-429-03532-7.
- Franz von Assisi – Lieber Bruder Franziskus. anonym. Patmos Verlag 2013, ISBN 978-3-8436-0446-8.
- Das Evangelium zu Fuß. Echter, Würzburg 2013, ISBN 978-3-429-03624-9.
- Sprechende Orte. Biblische Meditationen aus dem Heiligen Land. Verlag Katholisches Bibelwerk, Stuttgart 2015, ISBN 978-3-460-27176-0.
- Nimm Gottes Melodie an und lebe. Verlag Katholisches Bibelwerk, Stuttgart 2015, ISBN 978-3-460-27184-5.